# Leopold Kuczyński
Leopold Karol Kuczyński herbu Ślepowron (ur. 1 listopada 1822 w Szczercu, zm. 28 października 1863 we Lwowie) – oficer audytor Armii Cesarstwa Austriackiego, c. k. radca sądu krajowego.

## Życiorys
Urodził się 1 listopada 1822 w Szczercu. Wywodził się z rodu Kuczyńskich herbu Ślepowron z Kuczyna. Był synem Jana Bonawentury. Według niektórych źródeł z pochodzenia był Rusinem. Według innej wersji był narodowości polskiej.
Odbył studia prawnicze i polityczne, częściowo na Uniwersytecie Lwowskim i częściowo na Uniwersytecie Wiedeńskim. Wstąpił do służby w Armii Cesarstwa Austriackiego i w 1845 został mianowany przez Hofkriegsrat praktykantem audytoriatu wojskowego. Służbowo był przydzielony do galicyjskiej Komendy Generalnej we Lwowie i w trakcie wydarzeń 1846 roku został przez nią skierowany do działającej w Wadowicach Wojskowej Komisji Śledczej ds. Zdrady Stanu (Militär-Hochverratuntersuchungscommission) jako aktuariusz i tłumacz. Według niektórych źródeł w 1849 był członkiem sądu wojennego na Węgrzech, czemu potem zaprzeczono. W 1849 został awansowany na stopień nadporucznika audytora przy włoskiej Komendzie Generalnej Armii i skierowany do służby w szeregach 8 Morawskiego pułku piechoty arcyksięcia Ludwika. Początkowo służył przy pułku we Włoszech, potem w Vorarlbergu. Przy C. K. 4 Korpusie Armii w Księstwie Holsztynu i w Hamburgu kierował działającym tam sądem wojennym. W 1850, za wyśmienite sprawowanie, został mianowany na stopień kapitana i został definitywnie wcielony jako audytor do 8 pułku. W kolejnych latach pozostawał oficerem przydzielonym do tej jednostki, a w tym okresie pułk posiadał główne miejsce werbunku w Igławie. Od 1851 do 1854 służył w sądzie wojennym w Wiedniu. Jako kapitan audytor 8 pułku piechoty został odkomenderowany do Gubernatorstwa Wojskowego w Wiedniu, któremu podlegał od marca 1852 do września 1954. W październiku 1854 wystąpił z wojska.
Od 1854 pracował jako radca sądu krajowego w Pressburgu do 31 marca 1861. W 1861 przeszedł do cywilnego sądownictwa we Lwowie. Do końca życia pracował na stanowisku radcy sądu krajowego w C. K. Sądzie Krajowym we Lwowie. Był członkiem Sądu Karnego we Lwowie. Uchodził za gorliwego urzędnika. Prowadził dochodzenia w sprawach politycznych oraz naruszeń porządku publicznego, popełnionych poprzez udział w ruchu na obszarze Królestwa Polskiego. Prowadził też postępowanie przygotowawcze przeciw aresztowanemu księciu Adamowi Sapiesze. Pracował jako referent w procesach politycznych. W ramach represji po powstaniu styczniowym z 1863 miał znęcać się nad zatrzymanymi powstańcami, bić ich po twarzy podczas przesłuchań. Prowadził też proces przeciw posłowi Rogowskiemu i zlecił jego aresztowanie. Władał językami niemieckimi i polskimi jako – według źródeł austriackich – ojczystymi, a ponadto też językami czeskim, słowackim, rusińskim, francuskim i włoskim. Politycznie był związany z poglądami hr. Aleksandra Wielopolskiego. Tym niemniej niektóre kręgi polskie nie darzyły go sympatią. Według źródła z polskiego środowiska Kuczyński swoimi wypowiedziami politycznymi sam przyczynił się do nieprzychylnych opinii na jego temat. Około 1861 został odznaczony pruskim Orderem Orła Czerwonego III klasy.
W ostatnim okresie życia otrzymywał anonimowe listy z groźbami śmierci. Około 14 dni przed śmiercią miał otrzymać list – rzekomo od tajnego polskiego Rządu Narodowego – informujący o wydaniu na niego wyroku śmierci (list o takiej samej treści miał otrzymać też wiceprezydent lwowskiego sądu karnego Carl Pohlberg). Wieczorem 28 października 1863 wyszedł z biura Sądu Karnego, mieszczącego się na Przedmieściu Halickim. Po wyjściu z kancelarii udał się sam drogą przez plantacje, mijając kawiarnię wiedeńską, budynki urzędowe C. K. Krajowej Dyrekcji Skarbu, kościół jezuitów do placu Teatralnego, gdzie mieścił się jego dom. Przechodząc przez opustoszały plac Castrum (wzgl. Kastrum) nieopodal Rynku znajdował się w miejscu naprzeciw zabudowań Dyrekcji Policji i w pobliżu swojego mieszkania. Na środku placu podeszło do niego dwóch mężczyzn, z których jeden poprosił go najprawdopodobniej o ogień do papierosa, po czym Kuczyński podał mu swoje cygaro, a wtedy drugi dźgnął go sztyletem w plecy. Ugodzony pod żebrem radca obficie krwawiąc zdołał zrobić jeszcze kilka kroków krzycząc „Ratujcie! Ratujcie!”, po czym przewracając się na plecy padł na stosie kamieni. Tym samym nóż wbił się głębiej w ciało uszkadzając serce oraz płuca i wyszedł na wylot. Kuczyński zmarł na miejscu. Morderstwo miało miejsce około godz. 19:15.
Z miejsca zdarzenia miały oddalić się dwóch albo trzy podejrzane osoby. Świadkiem był stojący w pobliżu młody Żyd. Krzycząc usiłował on gonić sprawców, lecz przewrócił się i nie zdołał za nimi podążyć. Zgłoszenie znalezienia ciała złożyli w C. K. Dyrekcji Policji dwaj Żydzi. Pod ciałem Kuczyńskiego ujawniono narzędzie zbrodni. Był to nowy nóż myśliwski (kordelas) o długości około 1,5 stopy. Skórzana pochwa od noża leżała kilka metrów dalej. Wkrótce potem na miejscu zbrodni pojawiła się żona zmarłego. Około godz. 20 ciało zasztyletowanego przewieziono do szpitala. W związku ze zdarzeniem władze wysłały na miasto i okolice patrole policyjne wzmocnione wojskowymi. Na drugi dzień tysiące mieszkańców Lwowa przybywało na miejsce dokonania morderstwa.
Pogrzeb odbył się 31 października 1863 we Lwowie. Według austriackiej prasy uczestniczył w nim m.in. Namiestnik Galicji, władze cywilne i wojskowe oraz liczni przedstawiciele ludności rusińskiej i niemieckiej, zaś nie uczestniczyła ludność polska i przedstawiciele Magistratu. Leopold Kuczyński był żonaty z Eugenią (jej rodzice mieszkali w Wiedniu) i miał dwóch niepełnoletnich synów (w 1863 jeden miał 13 lat). Nazajutrz po morderstwie cesarz Franciszek Józef I przyznał wdowie po Kuczyńskim dożywotnią pensję, a każdemu z dzieci zapomogi finansowe do czasu uzyskania pełnoletności. W życiu dorosłym jeden syn Kuczyńskiego – Eugeniusz został posłem austriackim w Rio de Janeiro, a drugi syn – Oskar został urzędnikiem w Wiedniu.

## Epilog
Sprawa morderstwa Kuczyńskiego od początku zyskała rozgłos zarówno w samym Lwowie i Galicji, jak też opisywano ją w niemieckojęzycznej prasie austriackiej. Pomimo zgodnego potępienia zbrodni ze wszystkich stron, w różny sposób przedstawiano możliwe pobudki zmierzające do dokonania zbrodni. Morderstwo Kuczyńskiego wzbudziło na nowo szerzenie na ziemi austriackiej pogłoski o możliwym wprowadzeniu stanu oblężenia w Galicji. W kilka dni po zdarzeniu w krakowskim dzienniku „Czas” ogłoszono, że polski trybunał rewolucyjny nie wydał wyroku na Kuczyńskiego i nie ma żadnego związku z jego morderstwem, które zostało dokonane bez wiedzy polskiego Rządu Narodowego. W prasie rozpowszechniano także informację, że już po zbrodni polski Rząd Narodowy miał rzekomo zaoferować wdowie 2000 florenów. W listopadzie 1863 lwowski Sąd Krajowy wydał list gończy za nieznanym sprawcą morderstwa, podając jego rysopis. Do publicznej wiadomości podano także szczegółowy opis noża jako narzędzia zbrodni. W sprawie przeprowadzono rewizje oraz dokonywano aresztowań osób we Lwowie. Pomimo wykonanych przesłuchań i aresztowań sprawców zabójstwa nie wykryto.